# Gedongsari (Jumo)
Gedongsari is een bestuurslaag in het regentschap Temanggung van de provincie Midden-Java, Indonesië. Gedongsari telt 4278 inwoners (volkstelling 2010).